# Muindi Mbingu
Samuel Muindi Mbingu , född 1893 död 1953, var en politiker och motståndsman i nuvarande Kenya, och en av huvudpersonerna i Mau-Mau-rörelsen, den största motståndsrörelsen mot den brittiska kolonisationen.
Muindi Mbingu var kamba, en av de större etniska grupperna i Kenya, och ett av de folk som hade fått i princip allt sitt land beslagtaget av kolonialisterna och tvångsförflyttats till särskilda reservat. Han lämnade sitt jobb inom polisen i slutet av 1930-talet när det lokala, brittiska styret beslutat att beslagta kambafolkets boskap för att stävja upprorstendenser. Under slagordet No Kikuu ("enligt överenskommelse") ledde han i Ngelani utanför Machakos protesterna från människor som vägrade lämna sin boskap, och så småningom också demonstrationer i Nairobi.
Muindi Mbingu anklagades för att leda den förbjudna Mau Mau-rörelsen och sattes under en tid i fängsligt förvar på Lamu. 1953 mördades han av okända gärningsmän mitt under Mau Mau-upproret, möjligen av andra motståndsmän för att han börjat förhandla med kolonialmakten.